# Voleibol nos Jogos Olímpicos de Verão de 2024 - Masculino
O torneio masculino de voleibol nos Jogos Olímpicos de Verão de 2024 foi realizado entre 27 de julho e 10 de agosto com todos as partidas sendo disputadas na Arena 1 Paris Sul, situada no Paris Expo Porte de Versailles, centro de exposições e convenções localizado em Paris.

## Medalhistas
|  | FRA França |  | POL Polônia |  | USA Estados Unidos |
|  | Barthélémy Chinenyeze Jenia Grebennikov Jean Patry Benjamin Toniutti Kévin Tillie Earvin N'Gapeth Antoine Brizard Nicolas Le Goff Trévor Clévenot Yacine Louati Théo Faure Quentin Jouffroy |  | Łukasz Kaczmarek Bartosz Kurek Wilfredo León Aleksander Śliwka Grzegorz Łomacz Jakub Kochanowski Kamil Semeniuk Paweł Zatorski Marcin Janusz Tomasz Fornal Bartłomiej Bołądź Norbert Huber |  | Matthew Anderson Aaron Russell Jeffrey Jendryk Torey DeFalco Micah Christenson Maxwell Holt Micah Maʻa Thomas Jaeschke Garrett Muagututia Taylor Averill David Smith Erik Shoji |

## Calendário
| FG | Fase de grupos | QF | Quartas de final | SF | Semifinal | B | Disputa pelo bronze | F | Final |

| DataEvento | Sáb 27 jul | Dom 28 jul | Seg 29 jul | Ter 30 jul | Qua 31 jul | Qui 1 ago | Sex 2 ago | Sáb 3 ago | Dom 4 ago | Seg 5 ago | Ter 6 ago | Qua 7 ago | Qui 8 ago | Sex 9 ago | Sáb 10 ago | Dom 11 ago |
| ---------- | ---------- | ---------- | ---------- | ---------- | ---------- | --------- | --------- | --------- | --------- | --------- | --------- | --------- | --------- | --------- | ---------- | ---------- |
| Masculino  | FG         | FG         |            | FG         | FG         |           | FG        | FG        |           | QF        |           | SF        |           | B         | F          |            |

## Qualificação
Doze equipes se classificaram para o torneio masculino de voleibol.
| Método               | Data                                  | Local   | Local          | Vagas | Classificados  | Última participação |
| -------------------- | ------------------------------------- | ------- | -------------- | ----- | -------------- | ------------------- |
| País-sede            | 1 de setembro de 2022                 | —       | —              | 1     | França         | Tóquio 2020         |
| Torneio Pré-Olímpico | 30 de setembro – 8 de outubro de 2023 | Grupo A | Rio de Janeiro | 2     | Alemanha       | Londres 2012        |
| Torneio Pré-Olímpico | 30 de setembro – 8 de outubro de 2023 | Grupo A | Rio de Janeiro | 2     | Brasil         | Tóquio 2020         |
| Torneio Pré-Olímpico | 30 de setembro – 8 de outubro de 2023 | Grupo B | Tóquio         | 2     | Estados Unidos | Tóquio 2020         |
| Torneio Pré-Olímpico | 30 de setembro – 8 de outubro de 2023 | Grupo B | Tóquio         | 2     | Japão          | Tóquio 2020         |
| Torneio Pré-Olímpico | 30 de setembro – 8 de outubro de 2023 | Grupo C | Xian           | 2     | Polônia        | Tóquio 2020         |
| Torneio Pré-Olímpico | 30 de setembro – 8 de outubro de 2023 | Grupo C | Xian           | 2     | Canadá         | Tóquio 2020         |
| Ranking da FIVB      | 24 de junho de 2024                   | —       | —              | 5     | Egito          | Rio 2016            |
| Ranking da FIVB      | 24 de junho de 2024                   | —       | —              | 5     | Itália         | Tóquio 2020         |
| Ranking da FIVB      | 24 de junho de 2024                   | —       | —              | 5     | Eslovênia      | Estreante           |
| Ranking da FIVB      | 24 de junho de 2024                   | —       | —              | 5     | Argentina      | Tóquio 2020         |
| Ranking da FIVB      | 24 de junho de 2024                   | —       | —              | 5     | Sérvia         | Pequim 2008         |
| Total                | Total                                 | Total   | Total          | 12    |                |                     |

## Formato
Numa mudança de formato com relação a edições anteriores dos Jogos Olímpicos, a competição se inicia com uma fase preliminar na qual as doze equipes foram divididas em três grupos de quatro equipes cada, e todas as equipes do grupo se enfrentam (entre 1972 e 2020 as equipes eram divididas em dois grupos de seis). As duas primeiras colocadas de cada grupo, juntamente com os dois melhores terceiros colocados, se classificam para a fase eliminatória, que segue o formato de eliminação simples. Os vencedores das quartas de final avançam para as semifinais, enquanto os perdedores são eliminados. Os vencedores das semifinais disputam a medalha de ouro, e os perdedores competem pela medalha de bronze.

## Sorteio
As doze equipes qualificadas foram alocadas de acordo com sua posição no Ranking Mundial da FIVB de 24 de junho de 2024. Como equipe anfitriã, a França foi colocada como cabeça de chave do Grupo A. As duas equipes melhores colocadas do ranking foram colocadas no topo dos Grupos B e C, respectivamente. As nove equipes restantes foram distribuídas em três potes de três equipes cada, com base em sua posição no ranking e sorteadas linha por linha, aplicando o sistema serpentina. O sorteio ocorreu em 26 de junho de 2024. Entre parêntesis estão a posição de cada seleção no ranking.
Potes
| Cabeças de chave                           | Pote 1                                          | Pote 2                                  | Pote 3                                   |
| ------------------------------------------ | ----------------------------------------------- | --------------------------------------- | ---------------------------------------- |
| França (sede, 7) · Polônia (1) · Japão (2) | Eslovênia (3) · Itália (4) · Estados Unidos (5) | Brasil (6) · Argentina (8) · Canadá (9) | Sérvia (10) · Alemanha (11) · Egito (19) |

## Árbitros
Os seguintes árbitros foram selecionados para a competição:
- ARG Karina Rene
- BRA Angela Grass
- BUL Ivaylo Ivanov
- CAN Scott Dziewirz
- CHN Wang Ziling
- DOM Denny Cespedes
- EGY Wael Kandil
- FRA Fabrice Collados
- GRE Epaminondas Gerothodoros
- ITA Stefano Cesare
- JPN Sumie Myoi
- POL Wojciech Maroszek
- SVK Juraj Mokrý
- SUI Vladimir Simonovic
- TUR Nurper Özbar
- UAE Hamid Al-Rousi

## Fase de grupos

### Critérios de desempate
1. Número de vitórias;
2. Pontos;
3. Razão de sets;
4. Razão de pontos;
5. Resultado da última partida entre os times empatados.

- Placar de 3–0 ou 3–1: 3 pontos para o vencedor, nenhum para o perdedor;
- Placar de 3–2: 2 pontos para o vencedor, 1 para o perdedor.[4]

|  | Classificadas às quartas de final               |
|  | Classificadas como melhores terceiras colocadas |

Todas as partidas seguem o fuso horário local (UTC+2).

### Grupo A
|     |           |     | Jogos | Jogos | Jogos | Resultados | Resultados | Resultados | Resultados | Resultados | Resultados | Sets | Sets | Sets  | Pontos | Pontos | Pontos |
| Pos | Equipe    | Pts | T     | V     | D     | 3–0        | 3–1        | 3–2        | 2–3        | 1–3        | 0–3        | V    | P    | R     | V      | P      | R      |
| --- | --------- | --- | ----- | ----- | ----- | ---------- | ---------- | ---------- | ---------- | ---------- | ---------- | ---- | ---- | ----- | ------ | ------ | ------ |
| 1   | Eslovênia | 8   | 3     | 3     | 0     | 1          | 1          | 1          | 0          | 0          | 0          | 9    | 3    | 3,000 | 282    | 252    | 1.119  |
| 2   | França    | 6   | 3     | 2     | 1     | 1          | 0          | 1          | 1          | 0          | 0          | 8    | 5    | 1.600 | 290    | 260    | 1.115  |
| 3   | Sérvia    | 3   | 3     | 1     | 2     | 0          | 0          | 1          | 1          | 0          | 1          | 5    | 8    | 0.625 | 256    | 293    | 0.874  |
| 4   | Canadá    | 1   | 3     | 0     | 3     | 0          | 0          | 0          | 1          | 1          | 1          | 3    | 9    | 0.333 | 254    | 277    | 0.917  |

| 28 de julho 17:00 Relatório: Relatório Estatísticas | França | 3 – 2 | Sérvia | Arena 1 Paris Sul, Paris Público: 9 372 Árbitro(s): SVK Juraj Mokrý UAE Hamid Al-Rousi |
| 28 de julho 17:00 Relatório: Relatório Estatísticas | 23     | Set 1 | 25     | Arena 1 Paris Sul, Paris Público: 9 372 Árbitro(s): SVK Juraj Mokrý UAE Hamid Al-Rousi |
| 28 de julho 17:00 Relatório: Relatório Estatísticas | 25     | Set 2 | 17     | Arena 1 Paris Sul, Paris Público: 9 372 Árbitro(s): SVK Juraj Mokrý UAE Hamid Al-Rousi |
| 28 de julho 17:00 Relatório: Relatório Estatísticas | 25     | Set 3 | 17     | Arena 1 Paris Sul, Paris Público: 9 372 Árbitro(s): SVK Juraj Mokrý UAE Hamid Al-Rousi |
| 28 de julho 17:00 Relatório: Relatório Estatísticas | 21     | Set 4 | 25     | Arena 1 Paris Sul, Paris Público: 9 372 Árbitro(s): SVK Juraj Mokrý UAE Hamid Al-Rousi |
| 28 de julho 17:00 Relatório: Relatório Estatísticas | 15     | Set 5 | 6      | Arena 1 Paris Sul, Paris Público: 9 372 Árbitro(s): SVK Juraj Mokrý UAE Hamid Al-Rousi |

| 28 de julho 21:00 Relatório: Relatório Estatísticas | Eslovênia | 3 – 1 | Canadá | Arena 1 Paris Sul, Paris Público: 9 381 Árbitro(s): POL Wojciech Maroszek EGY Wael Kandil |
| 28 de julho 21:00 Relatório: Relatório Estatísticas | 25        | Set 1 | 21     | Arena 1 Paris Sul, Paris Público: 9 381 Árbitro(s): POL Wojciech Maroszek EGY Wael Kandil |
| 28 de julho 21:00 Relatório: Relatório Estatísticas | 25        | Set 2 | 20     | Arena 1 Paris Sul, Paris Público: 9 381 Árbitro(s): POL Wojciech Maroszek EGY Wael Kandil |
| 28 de julho 21:00 Relatório: Relatório Estatísticas | 20        | Set 3 | 25     | Arena 1 Paris Sul, Paris Público: 9 381 Árbitro(s): POL Wojciech Maroszek EGY Wael Kandil |
| 28 de julho 21:00 Relatório: Relatório Estatísticas | 25        | Set 4 | 21     | Arena 1 Paris Sul, Paris Público: 9 381 Árbitro(s): POL Wojciech Maroszek EGY Wael Kandil |
| 28 de julho 21:00 Relatório: Relatório Estatísticas | Set 5     |       |        | Arena 1 Paris Sul, Paris Público: 9 381 Árbitro(s): POL Wojciech Maroszek EGY Wael Kandil |

| 30 de julho 17:00 Relatório: Relatório Estatísticas | Eslovênia | 3 – 0 | Sérvia | Arena 1 Paris Sul, Paris Público: 9 138 Árbitro(s): DOM Denny Cespedes ITA Stefano Cesare |
| 30 de julho 17:00 Relatório: Relatório Estatísticas | 25        | Set 1 | 21     | Arena 1 Paris Sul, Paris Público: 9 138 Árbitro(s): DOM Denny Cespedes ITA Stefano Cesare |
| 30 de julho 17:00 Relatório: Relatório Estatísticas | 25        | Set 2 | 19     | Arena 1 Paris Sul, Paris Público: 9 138 Árbitro(s): DOM Denny Cespedes ITA Stefano Cesare |
| 30 de julho 17:00 Relatório: Relatório Estatísticas | 25        | Set 3 | 19     | Arena 1 Paris Sul, Paris Público: 9 138 Árbitro(s): DOM Denny Cespedes ITA Stefano Cesare |
| 30 de julho 17:00 Relatório: Relatório Estatísticas | Set 4     |       |        | Arena 1 Paris Sul, Paris Público: 9 138 Árbitro(s): DOM Denny Cespedes ITA Stefano Cesare |
| 30 de julho 17:00 Relatório: Relatório Estatísticas | Set 5     |       |        | Arena 1 Paris Sul, Paris Público: 9 138 Árbitro(s): DOM Denny Cespedes ITA Stefano Cesare |

| 30 de julho 21:00 Relatório: Relatório Estatísticas | França | 3 – 0 | Canadá | Arena 1 Paris Sul, Paris Público: 9 365 Árbitro(s): BUL Ivaylo Ivanov GRE Epaminondas Gerothodoros |
| 30 de julho 21:00 Relatório: Relatório Estatísticas | 25     | Set 1 | 20     | Arena 1 Paris Sul, Paris Público: 9 365 Árbitro(s): BUL Ivaylo Ivanov GRE Epaminondas Gerothodoros |
| 30 de julho 21:00 Relatório: Relatório Estatísticas | 25     | Set 2 | 21     | Arena 1 Paris Sul, Paris Público: 9 365 Árbitro(s): BUL Ivaylo Ivanov GRE Epaminondas Gerothodoros |
| 30 de julho 21:00 Relatório: Relatório Estatísticas | 25     | Set 3 | 17     | Arena 1 Paris Sul, Paris Público: 9 365 Árbitro(s): BUL Ivaylo Ivanov GRE Epaminondas Gerothodoros |
| 30 de julho 21:00 Relatório: Relatório Estatísticas | Set 4  |       |        | Arena 1 Paris Sul, Paris Público: 9 365 Árbitro(s): BUL Ivaylo Ivanov GRE Epaminondas Gerothodoros |
| 30 de julho 21:00 Relatório: Relatório Estatísticas | Set 5  |       |        | Arena 1 Paris Sul, Paris Público: 9 365 Árbitro(s): BUL Ivaylo Ivanov GRE Epaminondas Gerothodoros |

| 2 de agosto 17:00 Relatório: Relatório Estatísticas | França | 2 – 3 | Eslovênia | Arena 1 Paris Sul, Paris Público: 9 505 Árbitro(s): SUI Vladimir Simonović POL Wojciech Maroszek |
| 2 de agosto 17:00 Relatório: Relatório Estatísticas | 20     | Set 1 | 25        | Arena 1 Paris Sul, Paris Público: 9 505 Árbitro(s): SUI Vladimir Simonović POL Wojciech Maroszek |
| 2 de agosto 17:00 Relatório: Relatório Estatísticas | 23     | Set 2 | 25        | Arena 1 Paris Sul, Paris Público: 9 505 Árbitro(s): SUI Vladimir Simonović POL Wojciech Maroszek |
| 2 de agosto 17:00 Relatório: Relatório Estatísticas | 27     | Set 3 | 25        | Arena 1 Paris Sul, Paris Público: 9 505 Árbitro(s): SUI Vladimir Simonović POL Wojciech Maroszek |
| 2 de agosto 17:00 Relatório: Relatório Estatísticas | 25     | Set 4 | 22        | Arena 1 Paris Sul, Paris Público: 9 505 Árbitro(s): SUI Vladimir Simonović POL Wojciech Maroszek |
| 2 de agosto 17:00 Relatório: Relatório Estatísticas | 11     | Set 5 | 15        | Arena 1 Paris Sul, Paris Público: 9 505 Árbitro(s): SUI Vladimir Simonović POL Wojciech Maroszek |

| 3 de agosto 21:00 Relatório: Relatório Estatísticas | Canadá | 2 – 3 | Sérvia | Arena 1 Paris Sul, Paris Público: 9 398 Árbitro(s): ITA Stefano Cesare GRE Epaminondas Gerothodoros |
| 3 de agosto 21:00 Relatório: Relatório Estatísticas | 25     | Set 1 | 16     | Arena 1 Paris Sul, Paris Público: 9 398 Árbitro(s): ITA Stefano Cesare GRE Epaminondas Gerothodoros |
| 3 de agosto 21:00 Relatório: Relatório Estatísticas | 25     | Set 2 | 22     | Arena 1 Paris Sul, Paris Público: 9 398 Árbitro(s): ITA Stefano Cesare GRE Epaminondas Gerothodoros |
| 3 de agosto 21:00 Relatório: Relatório Estatísticas | 24     | Set 3 | 26     | Arena 1 Paris Sul, Paris Público: 9 398 Árbitro(s): ITA Stefano Cesare GRE Epaminondas Gerothodoros |
| 3 de agosto 21:00 Relatório: Relatório Estatísticas | 19     | Set 4 | 25     | Arena 1 Paris Sul, Paris Público: 9 398 Árbitro(s): ITA Stefano Cesare GRE Epaminondas Gerothodoros |
| 3 de agosto 21:00 Relatório: Relatório Estatísticas | 16     | Set 5 | 18     | Arena 1 Paris Sul, Paris Público: 9 398 Árbitro(s): ITA Stefano Cesare GRE Epaminondas Gerothodoros |

### Grupo B
|     |         |     | Jogos | Jogos | Jogos | Resultados | Resultados | Resultados | Resultados | Resultados | Resultados | Sets | Sets | Sets  | Pontos | Pontos | Pontos |
| Pos | Equipe  | Pts | T     | V     | D     | 3–0        | 3–1        | 3–2        | 2–3        | 1–3        | 0–3        | V    | P    | R     | V      | P      | R      |
| --- | ------- | --- | ----- | ----- | ----- | ---------- | ---------- | ---------- | ---------- | ---------- | ---------- | ---- | ---- | ----- | ------ | ------ | ------ |
| 1   | Itália  | 9   | 3     | 3     | 0     | 1          | 2          | 0          | 0          | 0          | 0          | 9    | 2    | 4.500 | 269    | 224    | 1.201  |
| 2   | Polônia | 5   | 3     | 2     | 1     | 1          | 0          | 1          | 0          | 1          | 0          | 7    | 5    | 1.400 | 260    | 256    | 1.016  |
| 3   | Brasil  | 4   | 3     | 1     | 2     | 1          | 0          | 0          | 1          | 1          | 0          | 6    | 6    | 1,000 | 273    | 241    | 1.133  |
| 4   | Egito   | 0   | 3     | 0     | 3     | 0          | 0          | 0          | 0          | 0          | 3          | 0    | 9    | 0,000 | 144    | 225    | 0.640  |

| 27 de julho 13:00 Relatório: Relatório Estatísticas | Itália | 3 – 1 | Brasil | Arena 1 Paris Sul, Paris Público: 9 485 Árbitro(s): SUI Vladimir Simonović CAN Scott Dziewirz |
| 27 de julho 13:00 Relatório: Relatório Estatísticas | 25     | Set 1 | 23     | Arena 1 Paris Sul, Paris Público: 9 485 Árbitro(s): SUI Vladimir Simonović CAN Scott Dziewirz |
| 27 de julho 13:00 Relatório: Relatório Estatísticas | 27     | Set 2 | 25     | Arena 1 Paris Sul, Paris Público: 9 485 Árbitro(s): SUI Vladimir Simonović CAN Scott Dziewirz |
| 27 de julho 13:00 Relatório: Relatório Estatísticas | 18     | Set 3 | 25     | Arena 1 Paris Sul, Paris Público: 9 485 Árbitro(s): SUI Vladimir Simonović CAN Scott Dziewirz |
| 27 de julho 13:00 Relatório: Relatório Estatísticas | 25     | Set 4 | 21     | Arena 1 Paris Sul, Paris Público: 9 485 Árbitro(s): SUI Vladimir Simonović CAN Scott Dziewirz |
| 27 de julho 13:00 Relatório: Relatório Estatísticas | Set 5  |       |        | Arena 1 Paris Sul, Paris Público: 9 485 Árbitro(s): SUI Vladimir Simonović CAN Scott Dziewirz |

| 27 de julho 17:00 Relatório: Relatório Estatísticas | Polônia | 3 – 0 | Egito | Arena 1 Paris Sul, Paris Público: 9 408 Árbitro(s): GRE Epaminondas Gerothodoros BUL Ivaylo Ivanov |
| 27 de julho 17:00 Relatório: Relatório Estatísticas | 25      | Set 1 | 21    | Arena 1 Paris Sul, Paris Público: 9 408 Árbitro(s): GRE Epaminondas Gerothodoros BUL Ivaylo Ivanov |
| 27 de julho 17:00 Relatório: Relatório Estatísticas | 25      | Set 2 | 19    | Arena 1 Paris Sul, Paris Público: 9 408 Árbitro(s): GRE Epaminondas Gerothodoros BUL Ivaylo Ivanov |
| 27 de julho 17:00 Relatório: Relatório Estatísticas | 25      | Set 3 | 13    | Arena 1 Paris Sul, Paris Público: 9 408 Árbitro(s): GRE Epaminondas Gerothodoros BUL Ivaylo Ivanov |
| 27 de julho 17:00 Relatório: Relatório Estatísticas | Set 4   |       |       | Arena 1 Paris Sul, Paris Público: 9 408 Árbitro(s): GRE Epaminondas Gerothodoros BUL Ivaylo Ivanov |
| 27 de julho 17:00 Relatório: Relatório Estatísticas | Set 5   |       |       | Arena 1 Paris Sul, Paris Público: 9 408 Árbitro(s): GRE Epaminondas Gerothodoros BUL Ivaylo Ivanov |

| 30 de julho 09:00 Relatório: Relatório Estatísticas | Itália | 3 – 0 | Egito | Arena 1 Paris Sul, Paris Público: 9 415 Árbitro(s): UAE Hamid Al-Rousi POL Wojciech Maroszek |
| 30 de julho 09:00 Relatório: Relatório Estatísticas | 25     | Set 1 | 15    | Arena 1 Paris Sul, Paris Público: 9 415 Árbitro(s): UAE Hamid Al-Rousi POL Wojciech Maroszek |
| 30 de julho 09:00 Relatório: Relatório Estatísticas | 25     | Set 2 | 16    | Arena 1 Paris Sul, Paris Público: 9 415 Árbitro(s): UAE Hamid Al-Rousi POL Wojciech Maroszek |
| 30 de julho 09:00 Relatório: Relatório Estatísticas | 25     | Set 3 | 20    | Arena 1 Paris Sul, Paris Público: 9 415 Árbitro(s): UAE Hamid Al-Rousi POL Wojciech Maroszek |
| 30 de julho 09:00 Relatório: Relatório Estatísticas | Set 4  |       |       | Arena 1 Paris Sul, Paris Público: 9 415 Árbitro(s): UAE Hamid Al-Rousi POL Wojciech Maroszek |
| 30 de julho 09:00 Relatório: Relatório Estatísticas | Set 5  |       |       | Arena 1 Paris Sul, Paris Público: 9 415 Árbitro(s): UAE Hamid Al-Rousi POL Wojciech Maroszek |

| 31 de julho 09:00 Relatório: Relatório Estatísticas | Polônia | 3 – 2 | Brasil | Arena 1 Paris Sul, Paris Público: 9 464 Árbitro(s): ITA Stefano Cesare DOM Denny Cespedes |
| 31 de julho 09:00 Relatório: Relatório Estatísticas | 22      | Set 1 | 25     | Arena 1 Paris Sul, Paris Público: 9 464 Árbitro(s): ITA Stefano Cesare DOM Denny Cespedes |
| 31 de julho 09:00 Relatório: Relatório Estatísticas | 25      | Set 2 | 19     | Arena 1 Paris Sul, Paris Público: 9 464 Árbitro(s): ITA Stefano Cesare DOM Denny Cespedes |
| 31 de julho 09:00 Relatório: Relatório Estatísticas | 19      | Set 3 | 25     | Arena 1 Paris Sul, Paris Público: 9 464 Árbitro(s): ITA Stefano Cesare DOM Denny Cespedes |
| 31 de julho 09:00 Relatório: Relatório Estatísticas | 25      | Set 4 | 23     | Arena 1 Paris Sul, Paris Público: 9 464 Árbitro(s): ITA Stefano Cesare DOM Denny Cespedes |
| 31 de julho 09:00 Relatório: Relatório Estatísticas | 15      | Set 5 | 12     | Arena 1 Paris Sul, Paris Público: 9 464 Árbitro(s): ITA Stefano Cesare DOM Denny Cespedes |

| 2 de agosto 13:00 Relatório: Relatório Estatísticas | Brasil | 3 – 0 | Egito | Arena 1 Paris Sul, Paris Público: 9 407 Árbitro(s): CAN Scott Dziewirz CHN Wang Ziling |
| 2 de agosto 13:00 Relatório: Relatório Estatísticas | 25     | Set 1 | 11    | Arena 1 Paris Sul, Paris Público: 9 407 Árbitro(s): CAN Scott Dziewirz CHN Wang Ziling |
| 2 de agosto 13:00 Relatório: Relatório Estatísticas | 25     | Set 2 | 13    | Arena 1 Paris Sul, Paris Público: 9 407 Árbitro(s): CAN Scott Dziewirz CHN Wang Ziling |
| 2 de agosto 13:00 Relatório: Relatório Estatísticas | 25     | Set 3 | 16    | Arena 1 Paris Sul, Paris Público: 9 407 Árbitro(s): CAN Scott Dziewirz CHN Wang Ziling |
| 2 de agosto 13:00 Relatório: Relatório Estatísticas | Set 4  |       |       | Arena 1 Paris Sul, Paris Público: 9 407 Árbitro(s): CAN Scott Dziewirz CHN Wang Ziling |
| 2 de agosto 13:00 Relatório: Relatório Estatísticas | Set 5  |       |       | Arena 1 Paris Sul, Paris Público: 9 407 Árbitro(s): CAN Scott Dziewirz CHN Wang Ziling |

| 3 de agosto 17:00 Relatório: Relatório Estatísticas | Polônia | 1 – 3 | Itália | Arena 1 Paris Sul, Paris Público: 9 441 Árbitro(s): SVK Juraj Mokrý DOM Denny Cespedes |
| 3 de agosto 17:00 Relatório: Relatório Estatísticas | 15      | Set 1 | 25     | Arena 1 Paris Sul, Paris Público: 9 441 Árbitro(s): SVK Juraj Mokrý DOM Denny Cespedes |
| 3 de agosto 17:00 Relatório: Relatório Estatísticas | 18      | Set 2 | 25     | Arena 1 Paris Sul, Paris Público: 9 441 Árbitro(s): SVK Juraj Mokrý DOM Denny Cespedes |
| 3 de agosto 17:00 Relatório: Relatório Estatísticas | 26      | Set 3 | 24     | Arena 1 Paris Sul, Paris Público: 9 441 Árbitro(s): SVK Juraj Mokrý DOM Denny Cespedes |
| 3 de agosto 17:00 Relatório: Relatório Estatísticas | 20      | Set 4 | 25     | Arena 1 Paris Sul, Paris Público: 9 441 Árbitro(s): SVK Juraj Mokrý DOM Denny Cespedes |
| 3 de agosto 17:00 Relatório: Relatório Estatísticas | Set 5   |       |        | Arena 1 Paris Sul, Paris Público: 9 441 Árbitro(s): SVK Juraj Mokrý DOM Denny Cespedes |

### Grupo C
|     |                |     | Jogos | Jogos | Jogos | Resultados | Resultados | Resultados | Resultados | Resultados | Resultados | Sets | Sets | Sets  | Pontos | Pontos | Pontos |
| Pos | Equipe         | Pts | T     | V     | D     | 3–0        | 3–1        | 3–2        | 2–3        | 1–3        | 0–3        | V    | P    | R     | V      | P      | R      |
| --- | -------------- | --- | ----- | ----- | ----- | ---------- | ---------- | ---------- | ---------- | ---------- | ---------- | ---- | ---- | ----- | ------ | ------ | ------ |
| 1   | Estados Unidos | 8   | 3     | 3     | 0     | 1          | 1          | 1          | 0          | 0          | 0          | 9    | 3    | 3,000 | 270    | 232    | 1.164  |
| 2   | Alemanha       | 6   | 3     | 2     | 1     | 1          | 0          | 1          | 1          | 0          | 0          | 8    | 5    | 1.600 | 287    | 264    | 1.087  |
| 3   | Japão          | 4   | 3     | 1     | 2     | 0          | 1          | 0          | 1          | 1          | 0          | 6    | 7    | 0.857 | 278    | 292    | 0.952  |
| 4   | Argentina      | 0   | 3     | 0     | 3     | 0          | 0          | 0          | 0          | 1          | 2          | 1    | 9    | 0.111 | 196    | 243    | 0.807  |

| 27 de julho 09:00 Relatório: Relatório Estatísticas | Japão | 2 – 3 | Alemanha | Arena 1 Paris Sul, Paris Público: 9 897 Árbitro(s): FRA Fabrice Collados DOM Denny Cespedes |
| 27 de julho 09:00 Relatório: Relatório Estatísticas | 17    | Set 1 | 25       | Arena 1 Paris Sul, Paris Público: 9 897 Árbitro(s): FRA Fabrice Collados DOM Denny Cespedes |
| 27 de julho 09:00 Relatório: Relatório Estatísticas | 25    | Set 2 | 23       | Arena 1 Paris Sul, Paris Público: 9 897 Árbitro(s): FRA Fabrice Collados DOM Denny Cespedes |
| 27 de julho 09:00 Relatório: Relatório Estatísticas | 25    | Set 3 | 20       | Arena 1 Paris Sul, Paris Público: 9 897 Árbitro(s): FRA Fabrice Collados DOM Denny Cespedes |
| 27 de julho 09:00 Relatório: Relatório Estatísticas | 28    | Set 4 | 30       | Arena 1 Paris Sul, Paris Público: 9 897 Árbitro(s): FRA Fabrice Collados DOM Denny Cespedes |
| 27 de julho 09:00 Relatório: Relatório Estatísticas | 12    | Set 5 | 15       | Arena 1 Paris Sul, Paris Público: 9 897 Árbitro(s): FRA Fabrice Collados DOM Denny Cespedes |

| 27 de julho 21:00 Relatório: Relatório Estatísticas | Estados Unidos | 3 – 0 | Argentina | Arena 1 Paris Sul, Paris Público: 9 464 Árbitro(s): ITA Stefano Cesare POL Wojciech Maroszek |
| 27 de julho 21:00 Relatório: Relatório Estatísticas | 25             | Set 1 | 20        | Arena 1 Paris Sul, Paris Público: 9 464 Árbitro(s): ITA Stefano Cesare POL Wojciech Maroszek |
| 27 de julho 21:00 Relatório: Relatório Estatísticas | 25             | Set 2 | 19        | Arena 1 Paris Sul, Paris Público: 9 464 Árbitro(s): ITA Stefano Cesare POL Wojciech Maroszek |
| 27 de julho 21:00 Relatório: Relatório Estatísticas | 25             | Set 3 | 16        | Arena 1 Paris Sul, Paris Público: 9 464 Árbitro(s): ITA Stefano Cesare POL Wojciech Maroszek |
| 27 de julho 21:00 Relatório: Relatório Estatísticas | Set 4          |       |           | Arena 1 Paris Sul, Paris Público: 9 464 Árbitro(s): ITA Stefano Cesare POL Wojciech Maroszek |
| 27 de julho 21:00 Relatório: Relatório Estatísticas | Set 5          |       |           | Arena 1 Paris Sul, Paris Público: 9 464 Árbitro(s): ITA Stefano Cesare POL Wojciech Maroszek |

| 30 de julho 13:00 Relatório: Relatório Estatísticas | Estados Unidos | 3 – 2 | Alemanha | Arena 1 Paris Sul, Paris Público: 9 275 Árbitro(s): CAN Scott Dziewirz SUI Vladimir Simonović |
| 30 de julho 13:00 Relatório: Relatório Estatísticas | 25             | Set 1 | 21       | Arena 1 Paris Sul, Paris Público: 9 275 Árbitro(s): CAN Scott Dziewirz SUI Vladimir Simonović |
| 30 de julho 13:00 Relatório: Relatório Estatísticas | 25             | Set 2 | 17       | Arena 1 Paris Sul, Paris Público: 9 275 Árbitro(s): CAN Scott Dziewirz SUI Vladimir Simonović |
| 30 de julho 13:00 Relatório: Relatório Estatísticas | 17             | Set 3 | 25       | Arena 1 Paris Sul, Paris Público: 9 275 Árbitro(s): CAN Scott Dziewirz SUI Vladimir Simonović |
| 30 de julho 13:00 Relatório: Relatório Estatísticas | 20             | Set 4 | 25       | Arena 1 Paris Sul, Paris Público: 9 275 Árbitro(s): CAN Scott Dziewirz SUI Vladimir Simonović |
| 30 de julho 13:00 Relatório: Relatório Estatísticas | 15             | Set 5 | 11       | Arena 1 Paris Sul, Paris Público: 9 275 Árbitro(s): CAN Scott Dziewirz SUI Vladimir Simonović |

| 31 de julho 13:00 Relatório: Relatório Estatísticas | Japão | 3 – 1 | Argentina | Arena 1 Paris Sul, Paris Público: 9 474 Árbitro(s): POL Wojciech Maroszek SUI Vladimir Simonović |
| 31 de julho 13:00 Relatório: Relatório Estatísticas | 25    | Set 1 | 16        | Arena 1 Paris Sul, Paris Público: 9 474 Árbitro(s): POL Wojciech Maroszek SUI Vladimir Simonović |
| 31 de julho 13:00 Relatório: Relatório Estatísticas | 25    | Set 2 | 22        | Arena 1 Paris Sul, Paris Público: 9 474 Árbitro(s): POL Wojciech Maroszek SUI Vladimir Simonović |
| 31 de julho 13:00 Relatório: Relatório Estatísticas | 18    | Set 3 | 25        | Arena 1 Paris Sul, Paris Público: 9 474 Árbitro(s): POL Wojciech Maroszek SUI Vladimir Simonović |
| 31 de julho 13:00 Relatório: Relatório Estatísticas | 25    | Set 4 | 23        | Arena 1 Paris Sul, Paris Público: 9 474 Árbitro(s): POL Wojciech Maroszek SUI Vladimir Simonović |
| 31 de julho 13:00 Relatório: Relatório Estatísticas | Set 5 |       |           | Arena 1 Paris Sul, Paris Público: 9 474 Árbitro(s): POL Wojciech Maroszek SUI Vladimir Simonović |

| 2 de agosto 09:00 Relatório: Relatório Estatísticas | Argentina | 0 – 3 | Alemanha | Arena 1 Paris Sul, Paris Público: 9 455 Árbitro(s): FRA Fabrice Collados UAE Hamid Al-Rousi |
| 2 de agosto 09:00 Relatório: Relatório Estatísticas | 13        | Set 1 | 25       | Arena 1 Paris Sul, Paris Público: 9 455 Árbitro(s): FRA Fabrice Collados UAE Hamid Al-Rousi |
| 2 de agosto 09:00 Relatório: Relatório Estatísticas | 21        | Set 2 | 25       | Arena 1 Paris Sul, Paris Público: 9 455 Árbitro(s): FRA Fabrice Collados UAE Hamid Al-Rousi |
| 2 de agosto 09:00 Relatório: Relatório Estatísticas | 21        | Set 3 | 25       | Arena 1 Paris Sul, Paris Público: 9 455 Árbitro(s): FRA Fabrice Collados UAE Hamid Al-Rousi |
| 2 de agosto 09:00 Relatório: Relatório Estatísticas | Set 4     |       |          | Arena 1 Paris Sul, Paris Público: 9 455 Árbitro(s): FRA Fabrice Collados UAE Hamid Al-Rousi |
| 2 de agosto 09:00 Relatório: Relatório Estatísticas | Set 5     |       |          | Arena 1 Paris Sul, Paris Público: 9 455 Árbitro(s): FRA Fabrice Collados UAE Hamid Al-Rousi |

| 2 de agosto 21:00 Relatório: Relatório Estatísticas | Japão | 1 – 3 | Estados Unidos | Arena 1 Paris Sul, Paris Público: 9 369 Árbitro(s): BUL Ivaylo Ivanov SVK Juraj Mokrý |
| 2 de agosto 21:00 Relatório: Relatório Estatísticas | 16    | Set 1 | 25             | Arena 1 Paris Sul, Paris Público: 9 369 Árbitro(s): BUL Ivaylo Ivanov SVK Juraj Mokrý |
| 2 de agosto 21:00 Relatório: Relatório Estatísticas | 18    | Set 2 | 25             | Arena 1 Paris Sul, Paris Público: 9 369 Árbitro(s): BUL Ivaylo Ivanov SVK Juraj Mokrý |
| 2 de agosto 21:00 Relatório: Relatório Estatísticas | 25    | Set 3 | 18             | Arena 1 Paris Sul, Paris Público: 9 369 Árbitro(s): BUL Ivaylo Ivanov SVK Juraj Mokrý |
| 2 de agosto 21:00 Relatório: Relatório Estatísticas | 19    | Set 4 | 25             | Arena 1 Paris Sul, Paris Público: 9 369 Árbitro(s): BUL Ivaylo Ivanov SVK Juraj Mokrý |
| 2 de agosto 21:00 Relatório: Relatório Estatísticas | Set 5 |       |                | Arena 1 Paris Sul, Paris Público: 9 369 Árbitro(s): BUL Ivaylo Ivanov SVK Juraj Mokrý |

## Fase final

### Chaveamento
|  | Quartas de final | Quartas de final |              |   | Semifinais        | Semifinais        |  |  | Final | Final |
|  |                  |                  |              |   |                   |                   |  |  |       |       |
|  | 5 de agosto      |                  |              |   |                   |                   |  |  |       |       |
|  |                  |                  |              |   |                   |                   |  |  |       |       |
|  | 1 Itália         | 3                |              |   |                   |                   |  |  |       |       |
|  | 1 Itália         | 3                | 7 de agosto  |   |                   |                   |  |  |       |       |
|  | 8 Japão          | 2                |              |   |                   |                   |  |  |       |       |
|  | 8 Japão          | 2                | Itália       | 0 |                   |                   |  |  |       |       |
|  | 5 de agosto      |                  | Itália       | 0 |                   |                   |  |  |       |       |
|  |                  | França           | 3            |   |                   |                   |  |  |       |       |
|  | 4 França         | França           | 3            | 3 |                   |                   |  |  |       |       |
|  | 4 França         |                  | 10 de agosto | 3 |                   |                   |  |  |       |       |
|  | 5 Alemanha       | 2                |              |   |                   |                   |  |  |       |       |
|  | 5 Alemanha       | 2                | França       | 3 |                   |                   |  |  |       |       |
|  | 5 de agosto      |                  | França       | 3 |                   |                   |  |  |       |       |
|  |                  | Polônia          | 0            |   |                   |                   |  |  |       |       |
|  | 3 Eslovênia      | Polônia          | 0            | 1 |                   |                   |  |  |       |       |
|  | 3 Eslovênia      | 7 de agosto      |              | 1 |                   |                   |  |  |       |       |
|  | 6 Polônia        | 3                |              |   |                   |                   |  |  |       |       |
|  | 6 Polônia        | 3                | Polônia      | 3 |                   |                   |  |  |       |       |
|  | 5 de agosto      |                  | Polônia      | 3 |                   |                   |  |  |       |       |
|  |                  | Estados Unidos   | 2            |   | Medalha de bronze | Medalha de bronze |  |  |       |       |
|  | 2 Estados Unidos | Estados Unidos   | 2            | 3 | Medalha de bronze | Medalha de bronze |  |  |       |       |
|  | 2 Estados Unidos |                  | 9 de agosto  | 3 |                   |                   |  |  |       |       |
|  | 7 Brasil         | 1                |              |   |                   |                   |  |  |       |       |
|  | 7 Brasil         | 1                | Itália       | 0 |                   |                   |  |  |       |       |
|  |                  |                  |              |   |                   |                   |  |  |       |       |
|  | Estados Unidos   | 3                |              |   |                   |                   |  |  |       |       |
|  | Estados Unidos   | 3                |              |   |                   |                   |  |  |       |       |

### Quartas de final
| 5 de agosto 09:00 Relatório: Relatório Estatísticas | Eslovênia | 1 – 3 | Polônia | Arena 1 Paris Sul, Paris Público: 9 274 Árbitro(s): CAN Scott Dziewirz ITA Stefano Cesare |
| 5 de agosto 09:00 Relatório: Relatório Estatísticas | 20        | Set 1 | 25      | Arena 1 Paris Sul, Paris Público: 9 274 Árbitro(s): CAN Scott Dziewirz ITA Stefano Cesare |
| 5 de agosto 09:00 Relatório: Relatório Estatísticas | 26        | Set 2 | 24      | Arena 1 Paris Sul, Paris Público: 9 274 Árbitro(s): CAN Scott Dziewirz ITA Stefano Cesare |
| 5 de agosto 09:00 Relatório: Relatório Estatísticas | 19        | Set 3 | 25      | Arena 1 Paris Sul, Paris Público: 9 274 Árbitro(s): CAN Scott Dziewirz ITA Stefano Cesare |
| 5 de agosto 09:00 Relatório: Relatório Estatísticas | 20        | Set 4 | 25      | Arena 1 Paris Sul, Paris Público: 9 274 Árbitro(s): CAN Scott Dziewirz ITA Stefano Cesare |
| 5 de agosto 09:00 Relatório: Relatório Estatísticas | Set 5     |       |         | Arena 1 Paris Sul, Paris Público: 9 274 Árbitro(s): CAN Scott Dziewirz ITA Stefano Cesare |

| 5 de agosto 13:00 Relatório: Relatório Estatísticas | Itália | 3 – 2 | Japão | Arena 1 Paris Sul, Paris Público: 9 166 Árbitro(s): BUL Ivaylo Ivanov POL Wojciech Maroszek |
| 5 de agosto 13:00 Relatório: Relatório Estatísticas | 20     | Set 1 | 25    | Arena 1 Paris Sul, Paris Público: 9 166 Árbitro(s): BUL Ivaylo Ivanov POL Wojciech Maroszek |
| 5 de agosto 13:00 Relatório: Relatório Estatísticas | 23     | Set 2 | 25    | Arena 1 Paris Sul, Paris Público: 9 166 Árbitro(s): BUL Ivaylo Ivanov POL Wojciech Maroszek |
| 5 de agosto 13:00 Relatório: Relatório Estatísticas | 27     | Set 3 | 25    | Arena 1 Paris Sul, Paris Público: 9 166 Árbitro(s): BUL Ivaylo Ivanov POL Wojciech Maroszek |
| 5 de agosto 13:00 Relatório: Relatório Estatísticas | 26     | Set 4 | 24    | Arena 1 Paris Sul, Paris Público: 9 166 Árbitro(s): BUL Ivaylo Ivanov POL Wojciech Maroszek |
| 5 de agosto 13:00 Relatório: Relatório Estatísticas | 17     | Set 5 | 15    | Arena 1 Paris Sul, Paris Público: 9 166 Árbitro(s): BUL Ivaylo Ivanov POL Wojciech Maroszek |

| 5 de agosto 17:00 Relatório: Relatório Estatísticas | França | 3 – 2 | Alemanha | Arena 1 Paris Sul, Paris Público: 9 405 Árbitro(s): SVK Juraj Mokrý DOM Denny Cespedes |
| 5 de agosto 17:00 Relatório: Relatório Estatísticas | 18     | Set 1 | 25       | Arena 1 Paris Sul, Paris Público: 9 405 Árbitro(s): SVK Juraj Mokrý DOM Denny Cespedes |
| 5 de agosto 17:00 Relatório: Relatório Estatísticas | 26     | Set 2 | 28       | Arena 1 Paris Sul, Paris Público: 9 405 Árbitro(s): SVK Juraj Mokrý DOM Denny Cespedes |
| 5 de agosto 17:00 Relatório: Relatório Estatísticas | 25     | Set 3 | 20       | Arena 1 Paris Sul, Paris Público: 9 405 Árbitro(s): SVK Juraj Mokrý DOM Denny Cespedes |
| 5 de agosto 17:00 Relatório: Relatório Estatísticas | 25     | Set 4 | 21       | Arena 1 Paris Sul, Paris Público: 9 405 Árbitro(s): SVK Juraj Mokrý DOM Denny Cespedes |
| 5 de agosto 17:00 Relatório: Relatório Estatísticas | 15     | Set 5 | 13       | Arena 1 Paris Sul, Paris Público: 9 405 Árbitro(s): SVK Juraj Mokrý DOM Denny Cespedes |

| 5 de agosto 21:00 Relatório: Relatório Estatísticas | Estados Unidos | 3 – 1 | Brasil | Arena 1 Paris Sul, Paris Público: 9 346 Árbitro(s): SUI Vladimir Simonović FRA Fabrice Collados |
| 5 de agosto 21:00 Relatório: Relatório Estatísticas | 26             | Set 1 | 24     | Arena 1 Paris Sul, Paris Público: 9 346 Árbitro(s): SUI Vladimir Simonović FRA Fabrice Collados |
| 5 de agosto 21:00 Relatório: Relatório Estatísticas | 28             | Set 2 | 30     | Arena 1 Paris Sul, Paris Público: 9 346 Árbitro(s): SUI Vladimir Simonović FRA Fabrice Collados |
| 5 de agosto 21:00 Relatório: Relatório Estatísticas | 25             | Set 3 | 19     | Arena 1 Paris Sul, Paris Público: 9 346 Árbitro(s): SUI Vladimir Simonović FRA Fabrice Collados |
| 5 de agosto 21:00 Relatório: Relatório Estatísticas | 25             | Set 4 | 19     | Arena 1 Paris Sul, Paris Público: 9 346 Árbitro(s): SUI Vladimir Simonović FRA Fabrice Collados |
| 5 de agosto 21:00 Relatório: Relatório Estatísticas | Set 5          |       |        | Arena 1 Paris Sul, Paris Público: 9 346 Árbitro(s): SUI Vladimir Simonović FRA Fabrice Collados |

### Semifinais
| 7 de agosto 16:00 Relatório: Relatório Estatísticas | Polônia | 3 – 2 | Estados Unidos | Arena 1 Paris Sul, Paris Público: 9 333 Árbitro(s): ITA Stefano Cesare FRA Fabrice Collados |
| 7 de agosto 16:00 Relatório: Relatório Estatísticas | 25      | Set 1 | 23             | Arena 1 Paris Sul, Paris Público: 9 333 Árbitro(s): ITA Stefano Cesare FRA Fabrice Collados |
| 7 de agosto 16:00 Relatório: Relatório Estatísticas | 25      | Set 2 | 27             | Arena 1 Paris Sul, Paris Público: 9 333 Árbitro(s): ITA Stefano Cesare FRA Fabrice Collados |
| 7 de agosto 16:00 Relatório: Relatório Estatísticas | 14      | Set 3 | 25             | Arena 1 Paris Sul, Paris Público: 9 333 Árbitro(s): ITA Stefano Cesare FRA Fabrice Collados |
| 7 de agosto 16:00 Relatório: Relatório Estatísticas | 25      | Set 4 | 23             | Arena 1 Paris Sul, Paris Público: 9 333 Árbitro(s): ITA Stefano Cesare FRA Fabrice Collados |
| 7 de agosto 16:00 Relatório: Relatório Estatísticas | 15      | Set 5 | 13             | Arena 1 Paris Sul, Paris Público: 9 333 Árbitro(s): ITA Stefano Cesare FRA Fabrice Collados |

| 7 de agosto 20:00 Relatório: Relatório Estatísticas | Itália | 0 – 3 | França | Arena 1 Paris Sul, Paris Público: 9 547 Árbitro(s): DOM Denny Cespedes BUL Ivaylo Ivanov |
| 7 de agosto 20:00 Relatório: Relatório Estatísticas | 20     | Set 1 | 25     | Arena 1 Paris Sul, Paris Público: 9 547 Árbitro(s): DOM Denny Cespedes BUL Ivaylo Ivanov |
| 7 de agosto 20:00 Relatório: Relatório Estatísticas | 21     | Set 2 | 25     | Arena 1 Paris Sul, Paris Público: 9 547 Árbitro(s): DOM Denny Cespedes BUL Ivaylo Ivanov |
| 7 de agosto 20:00 Relatório: Relatório Estatísticas | 21     | Set 3 | 25     | Arena 1 Paris Sul, Paris Público: 9 547 Árbitro(s): DOM Denny Cespedes BUL Ivaylo Ivanov |
| 7 de agosto 20:00 Relatório: Relatório Estatísticas | Set 4  |       |        | Arena 1 Paris Sul, Paris Público: 9 547 Árbitro(s): DOM Denny Cespedes BUL Ivaylo Ivanov |
| 7 de agosto 20:00 Relatório: Relatório Estatísticas | Set 5  |       |        | Arena 1 Paris Sul, Paris Público: 9 547 Árbitro(s): DOM Denny Cespedes BUL Ivaylo Ivanov |

### Disputa pelo bronze
| 9 de agosto 16:00 Relatório: Relatório Estatísticas | Itália | 0 – 3 | Estados Unidos | Arena 1 Paris Sul, Paris Público: 9 376 Árbitro(s): BUL Ivaylo Ivanov GRE Epaminondas Gerothodoros |
| 9 de agosto 16:00 Relatório: Relatório Estatísticas | 23     | Set 1 | 25             | Arena 1 Paris Sul, Paris Público: 9 376 Árbitro(s): BUL Ivaylo Ivanov GRE Epaminondas Gerothodoros |
| 9 de agosto 16:00 Relatório: Relatório Estatísticas | 28     | Set 2 | 30             | Arena 1 Paris Sul, Paris Público: 9 376 Árbitro(s): BUL Ivaylo Ivanov GRE Epaminondas Gerothodoros |
| 9 de agosto 16:00 Relatório: Relatório Estatísticas | 24     | Set 3 | 26             | Arena 1 Paris Sul, Paris Público: 9 376 Árbitro(s): BUL Ivaylo Ivanov GRE Epaminondas Gerothodoros |
| 9 de agosto 16:00 Relatório: Relatório Estatísticas | Set 4  |       |                | Arena 1 Paris Sul, Paris Público: 9 376 Árbitro(s): BUL Ivaylo Ivanov GRE Epaminondas Gerothodoros |
| 9 de agosto 16:00 Relatório: Relatório Estatísticas | Set 5  |       |                | Arena 1 Paris Sul, Paris Público: 9 376 Árbitro(s): BUL Ivaylo Ivanov GRE Epaminondas Gerothodoros |

### Final
| 10 de agosto 13:00 Relatório: Relatório Estatísticas | França | 3 – 0 | Polônia | Arena 1 Paris Sul, Paris Público: 9 233 Árbitro(s): ITA Stefano Cesare UAE Hamid Al-Rousi |
| 10 de agosto 13:00 Relatório: Relatório Estatísticas | 25     | Set 1 | 19      | Arena 1 Paris Sul, Paris Público: 9 233 Árbitro(s): ITA Stefano Cesare UAE Hamid Al-Rousi |
| 10 de agosto 13:00 Relatório: Relatório Estatísticas | 25     | Set 2 | 20      | Arena 1 Paris Sul, Paris Público: 9 233 Árbitro(s): ITA Stefano Cesare UAE Hamid Al-Rousi |
| 10 de agosto 13:00 Relatório: Relatório Estatísticas | 25     | Set 3 | 23      | Arena 1 Paris Sul, Paris Público: 9 233 Árbitro(s): ITA Stefano Cesare UAE Hamid Al-Rousi |
| 10 de agosto 13:00 Relatório: Relatório Estatísticas | Set 4  |       |         | Arena 1 Paris Sul, Paris Público: 9 233 Árbitro(s): ITA Stefano Cesare UAE Hamid Al-Rousi |
| 10 de agosto 13:00 Relatório: Relatório Estatísticas | Set 5  |       |         | Arena 1 Paris Sul, Paris Público: 9 233 Árbitro(s): ITA Stefano Cesare UAE Hamid Al-Rousi |

## Classificação final
| Pos.              | Seleção        |
| ----------------- | -------------- |
| Medalha de ouro   | França         |
| Medalha de prata  | Polônia        |
| Medalha de bronze | Estados Unidos |
| 4                 | Itália         |
| 5                 | Eslovênia      |
| 6                 | Alemanha       |
| 7                 | Japão          |
| 8                 | Brasil         |
| 9                 | Sérvia         |
| 10                | Canadá         |
| 11                | Argentina      |
| 12                | Egito          |

### Seleção do torneio
| Posição            | Jogador           |
| ------------------ | ----------------- |
| Melhor levantador  | Antoine Brizard   |
| Melhores ponteiros | Trévor Clévenot   |
| Melhores ponteiros | Earvin N'Gapeth   |
| Melhores centrais  | Jakub Kochanowski |
| Melhores centrais  | Taylor Averill    |
| Melhor oposto      | Jean Patry        |
| Melhor líbero      | Jenia Grebennikov |
| MVP                | Earvin N'Gapeth   |